# Marco Ramacci
Marco Ramacci (Frascati, 24 de abril de 1977) es un deportista italiano que compitió en esgrima, especialista en la modalidad de florete.
Ganó una medalla de oro en el Campeonato Mundial de Esgrima de 2003 y dos medallas en el Campeonato Europeo de Esgrima, oro en 2002 y bronce en 2004.

## Palmarés internacional
| Campeonato Mundial | Campeonato Mundial     | Campeonato Mundial | Campeonato Mundial  |
| Año                | Lugar                  | Medalla            | Prueba              |
| ------------------ | ---------------------- | ------------------ | ------------------- |
| 2003               | La Habana (Cuba)       | Medalla de oro     | Florete por equipos |
| Campeonato Europeo |                        |                    |                     |
| Año                | Lugar                  | Medalla            | Prueba              |
| 2002               | Moscú (Rusia)          | Medalla de oro     | Florete por equipos |
| 2004               | Copenhague (Dinamarca) | Medalla de bronce  | Florete por equipos |